# Nitrometer
Nitrometer är en apparat för volumetrisk bestämning av salpetersyra, salpetersyrlighet samt deras salter.
Den vanligaste typen var Georg Lunges nitrometer, där de kvävehaltiga föreningarna reducerades med kvicksilver i svavelsur lösning varvid den därvid bildade kväveoxidens volym mättes.